# کیلیبگز
کیلیبگز (به انگلیسی: Killybegs) یک شهرک در ایرلند است که در شهرستان دانیگول واقع شده‌است.

## نگارخانه

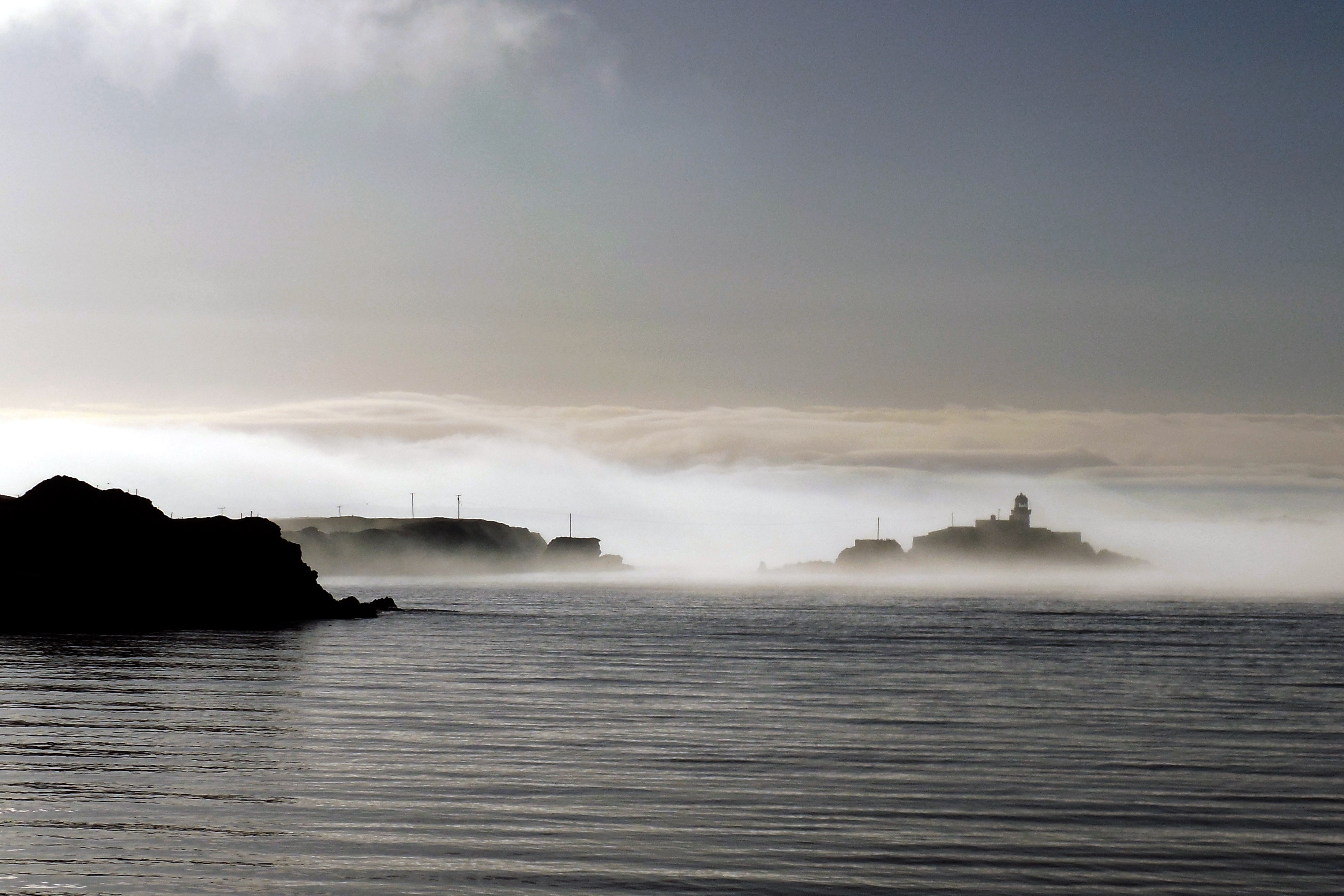
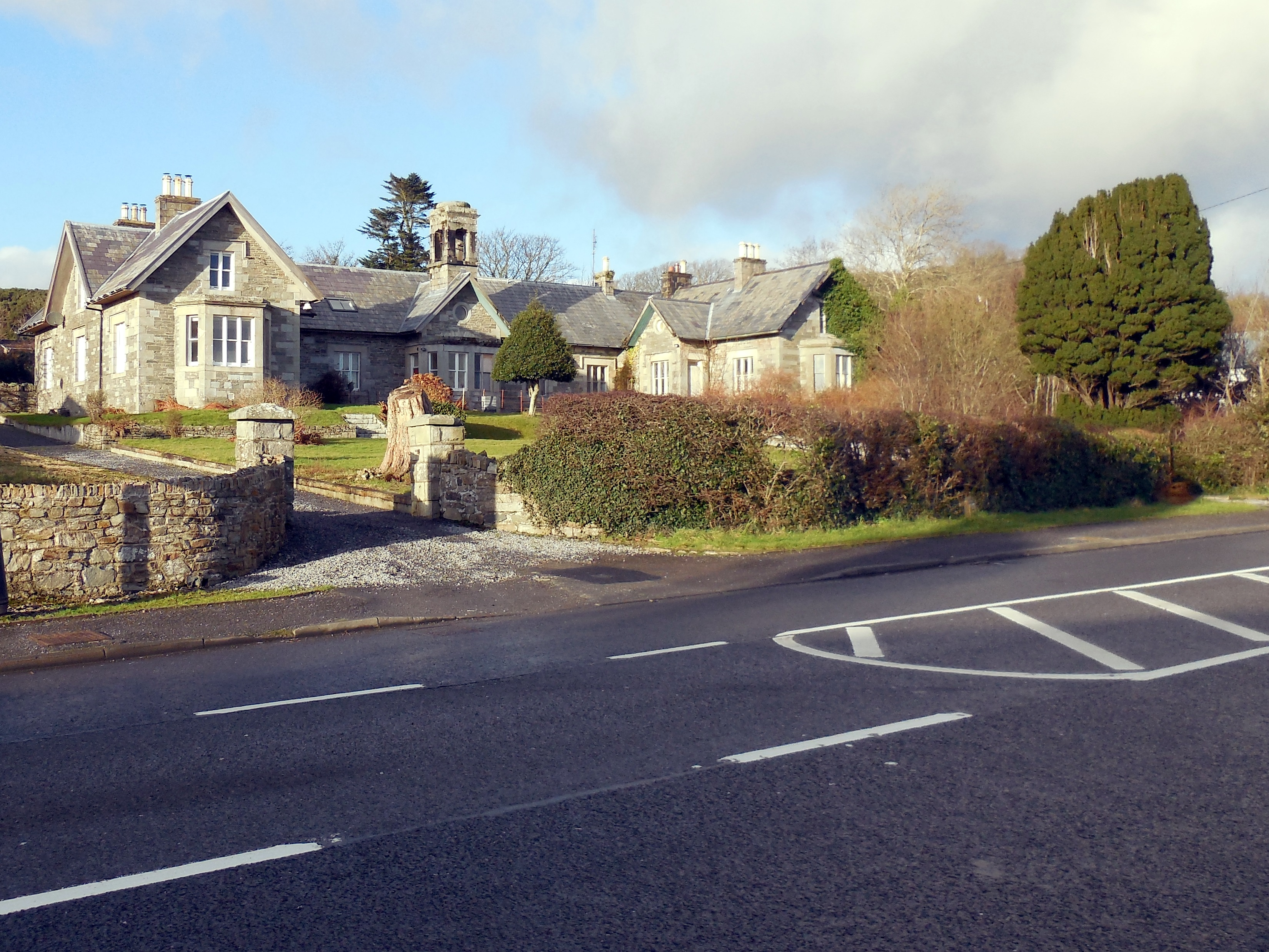
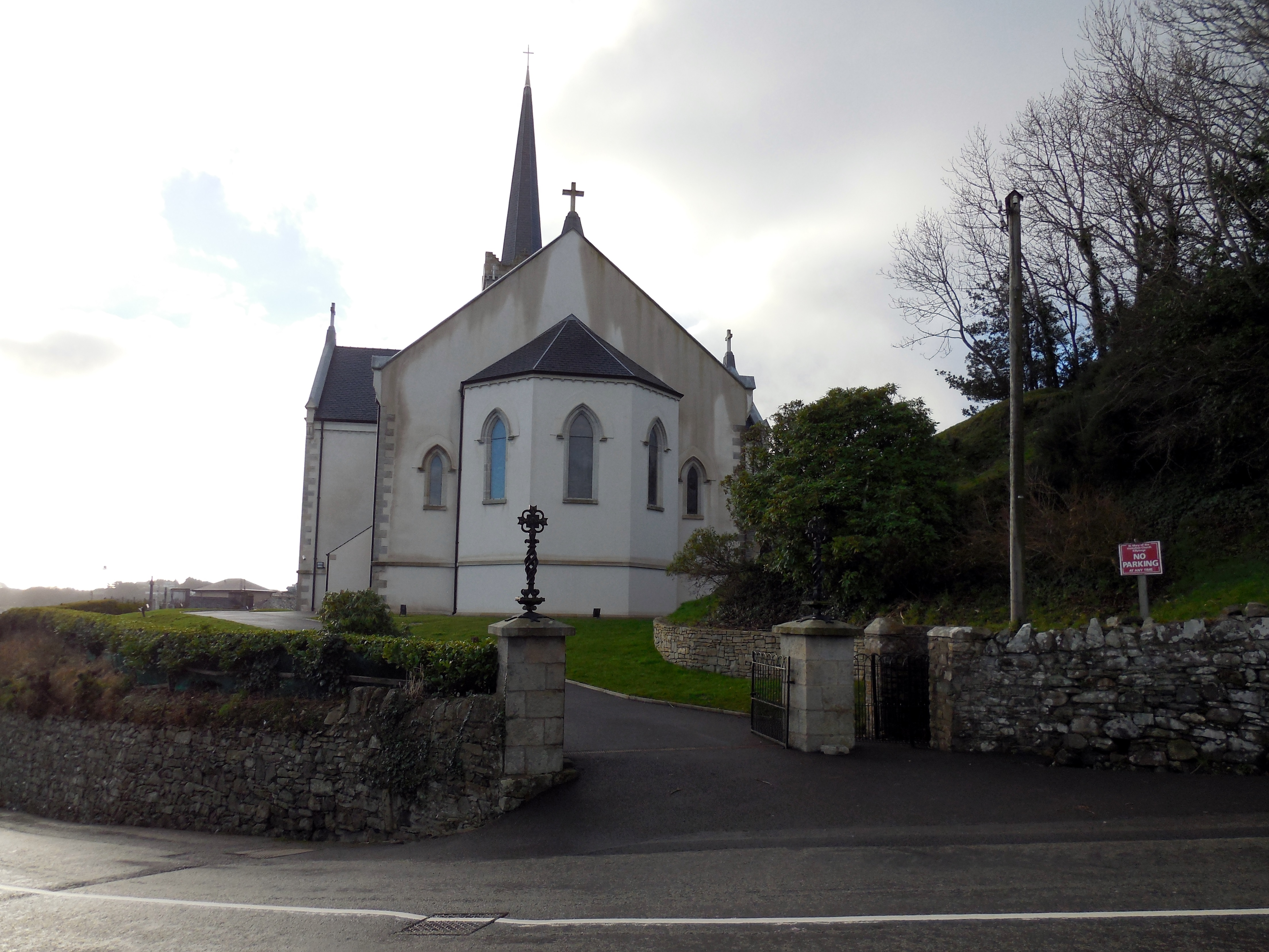
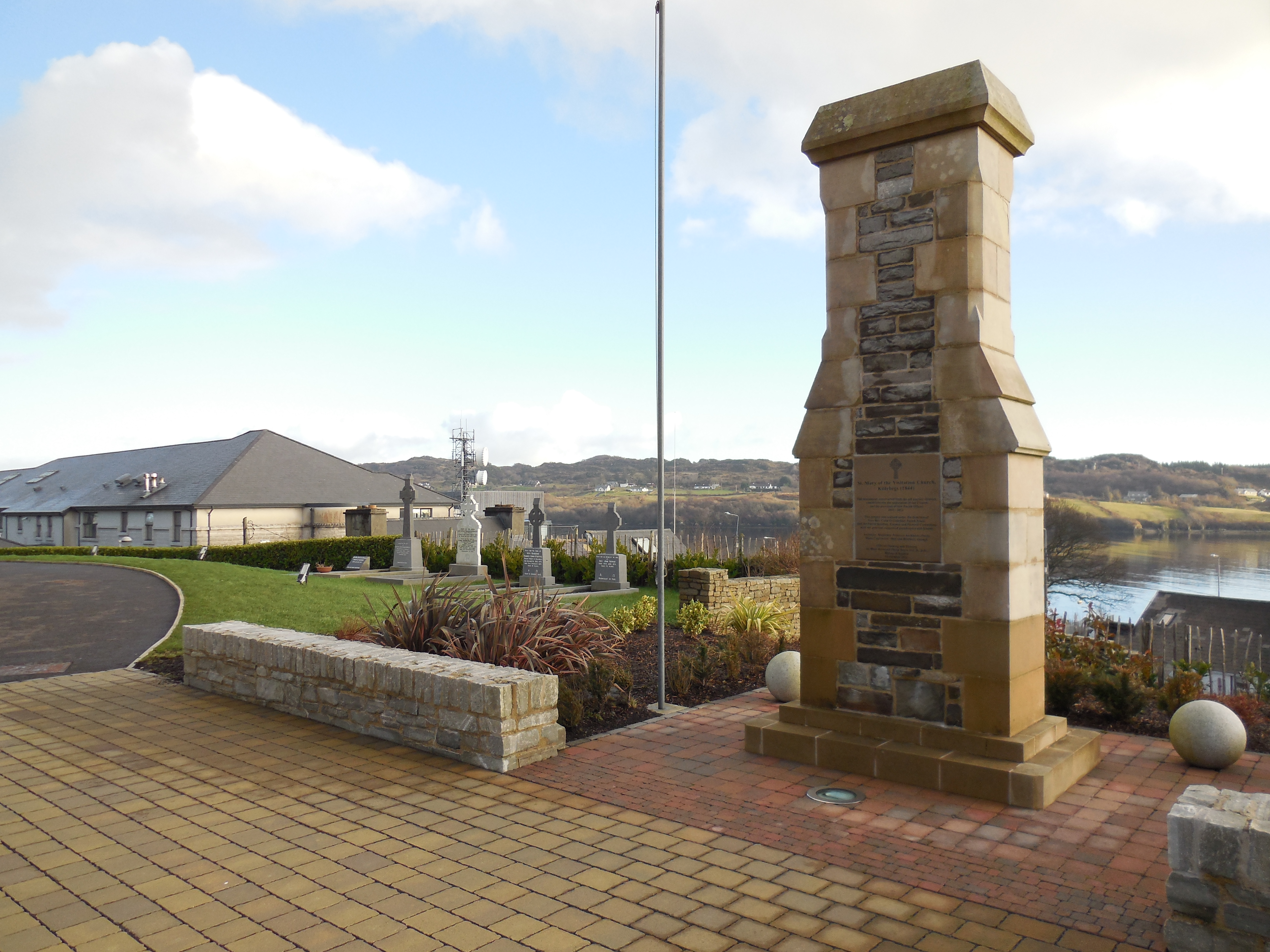
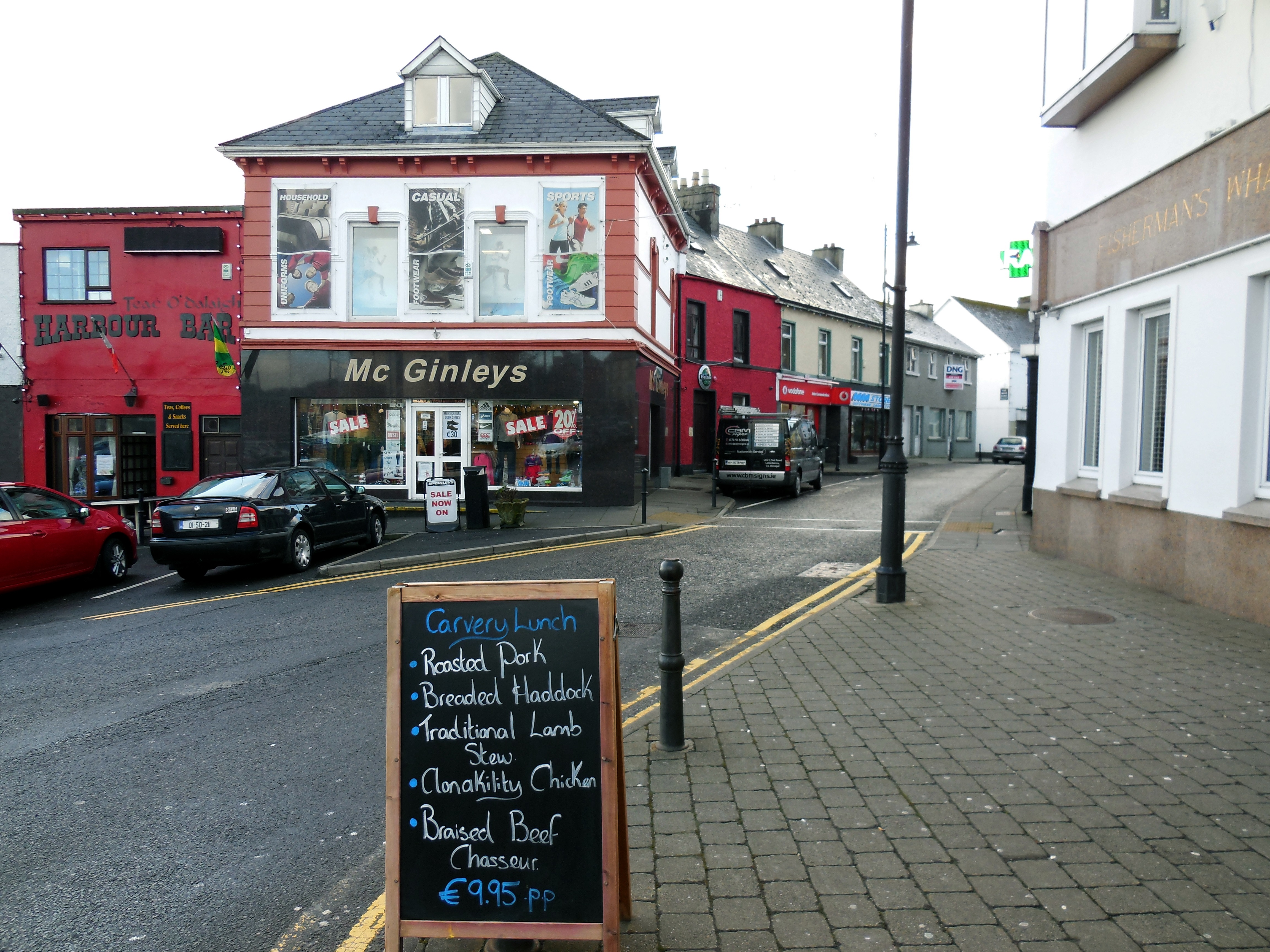
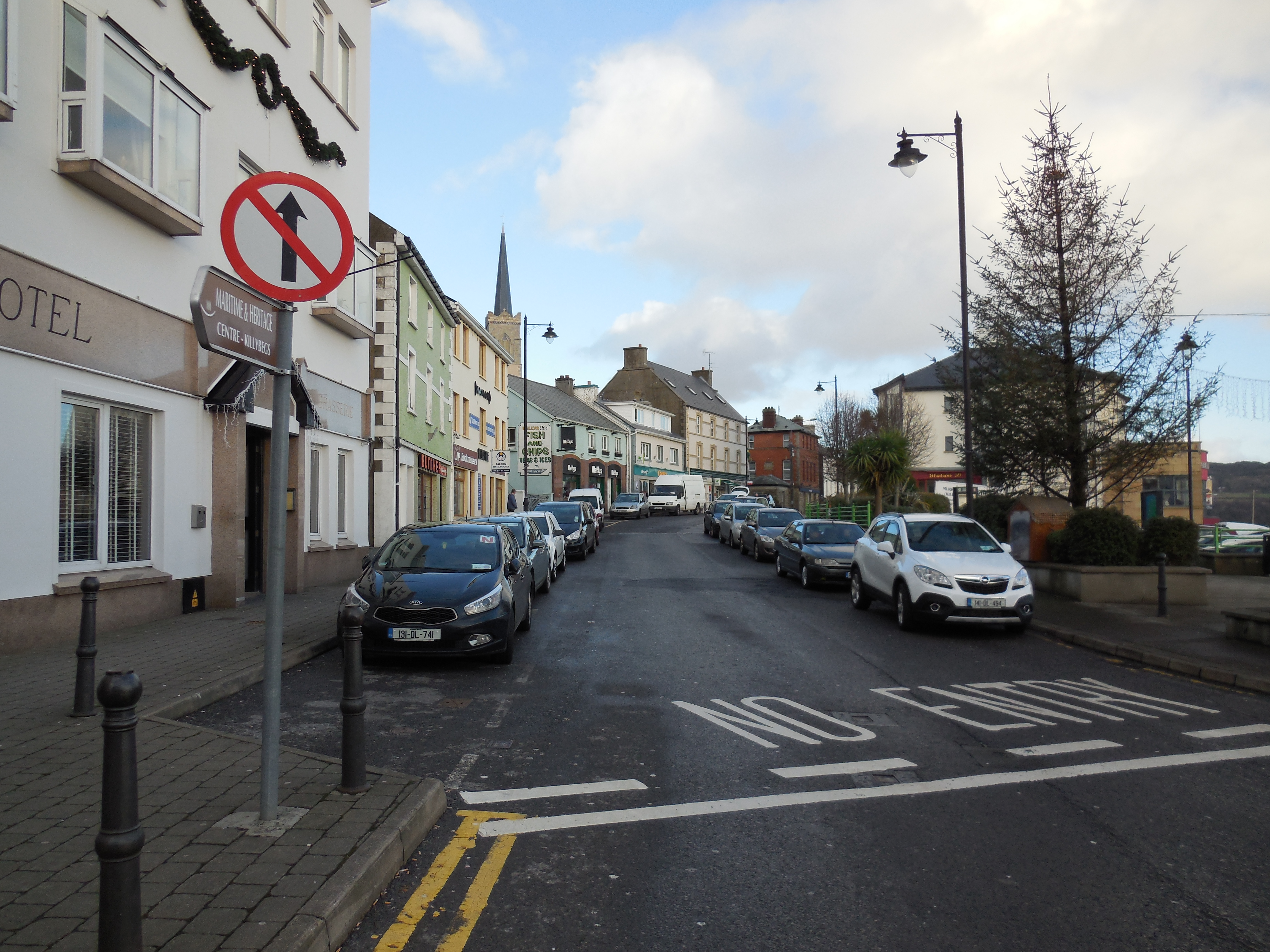
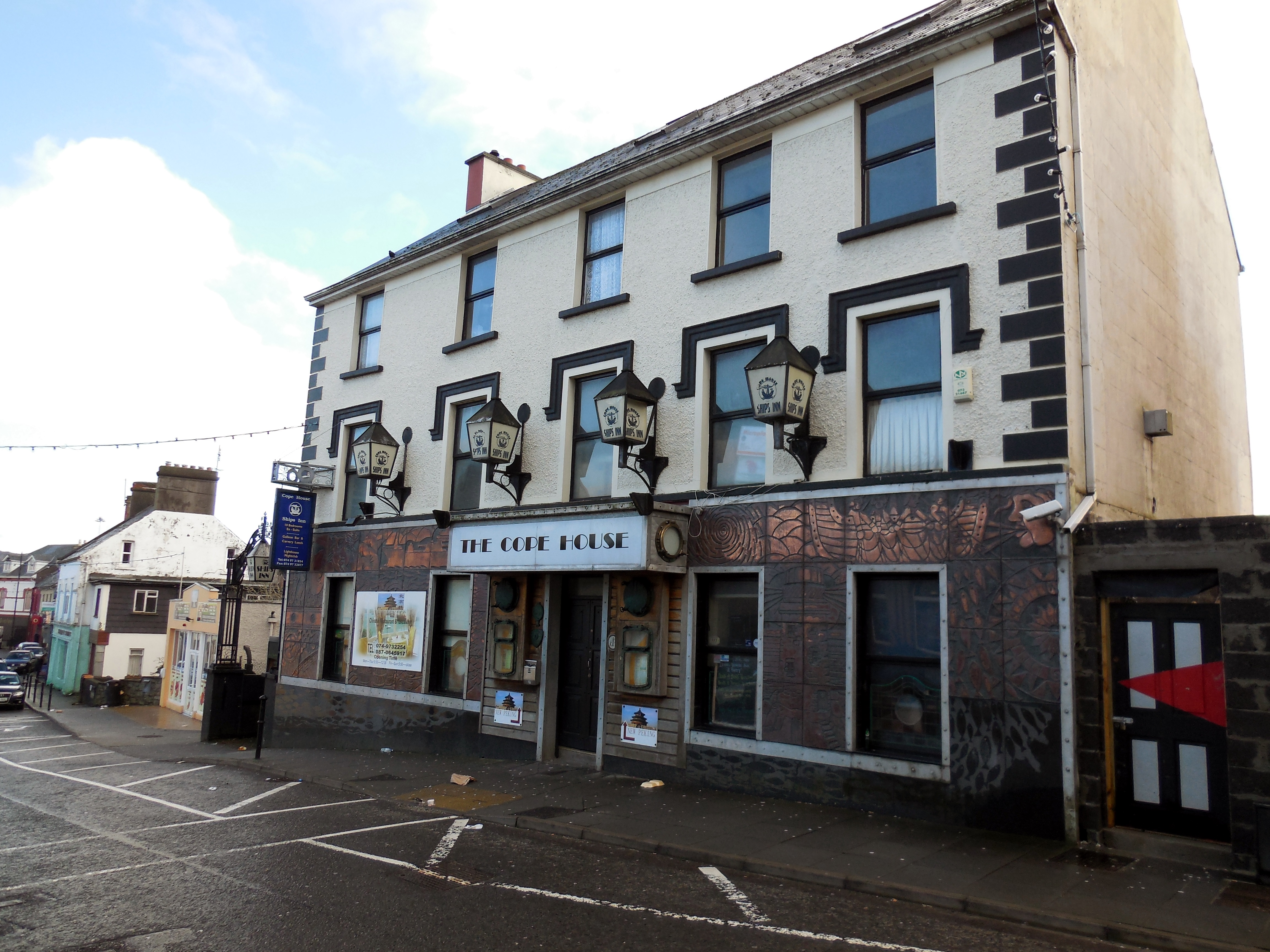
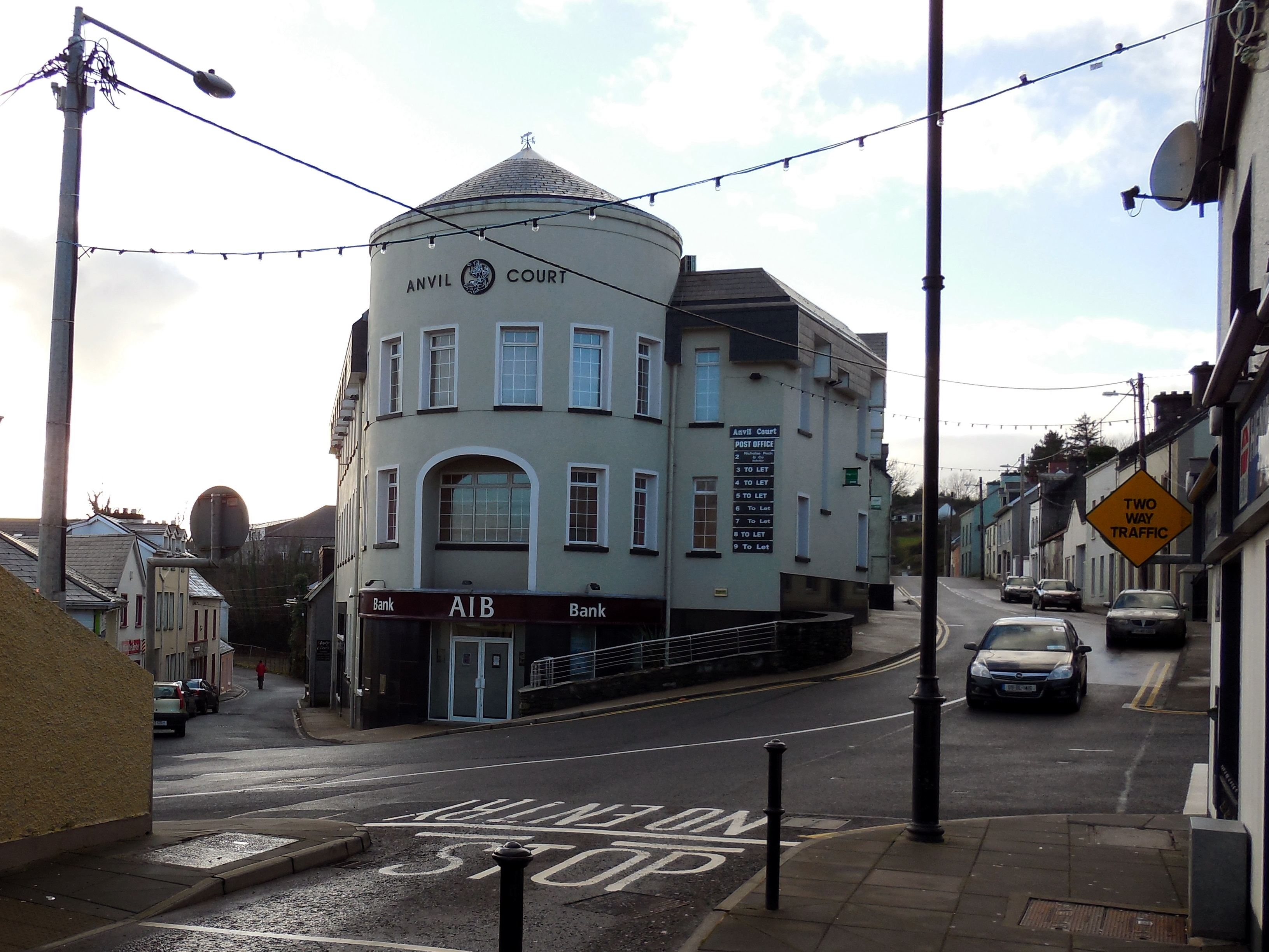
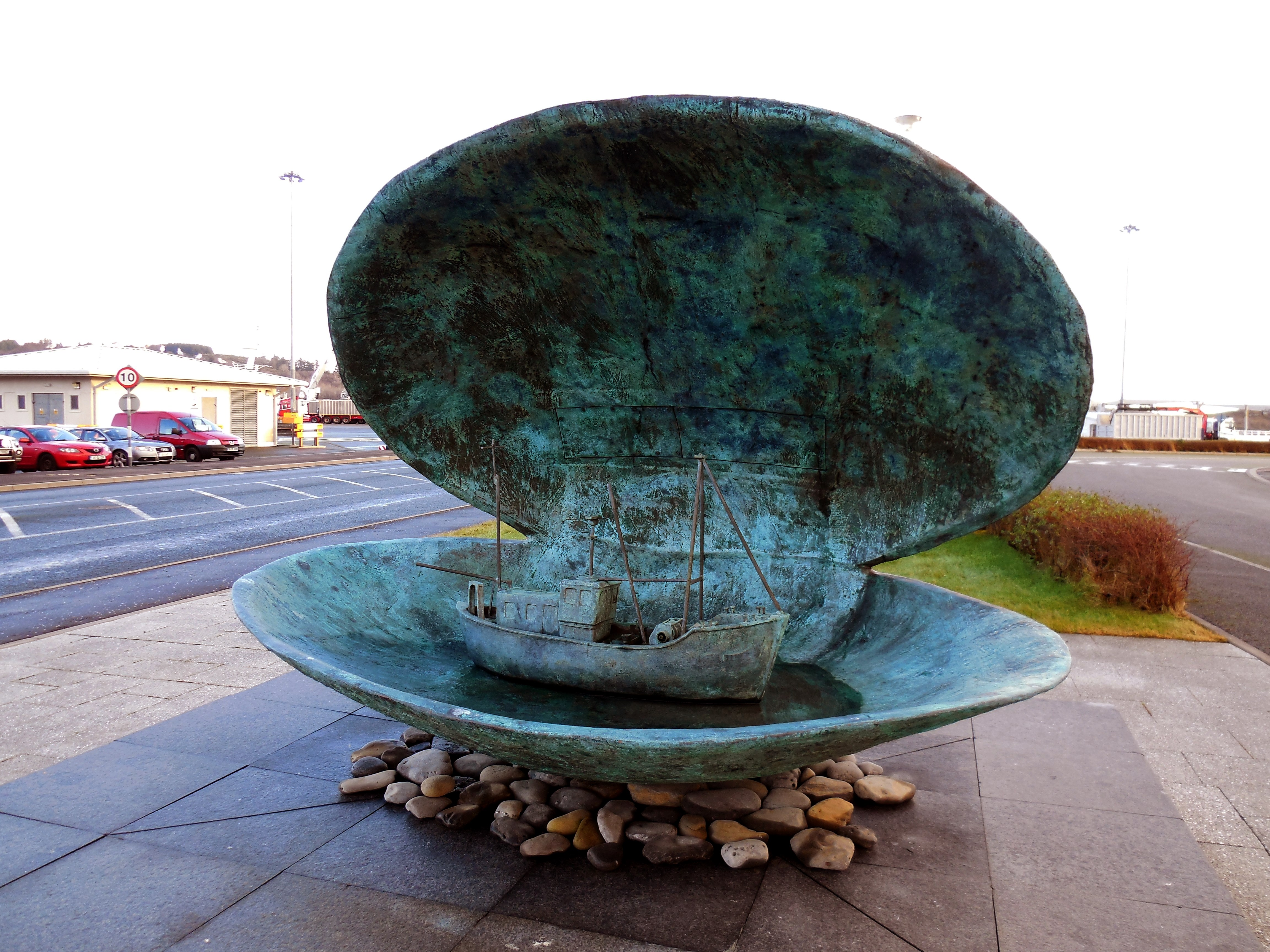

## خصوصیات
کیلیبگز ۱٬۲۹۷ نفر جمعیت دارد.